# Fernanda Lima
Fernanda Cama Pereira Lima (pronunție în portugheză [feɾˈnɐ̃dɐ ˈkɐ̃mɐ peˈɾejɾɐ ˈɫĩmɐ], n. 25 iunie 1977) este o actriță, fotomodel, gazdă de televiziune, jurnalistă și femeie de afaceri braziliană. În pofida unei cariere scurte în film și telenovele, ea a devenit cunoscută în cultura populară, ca gazdă a unei varietăți de showuri TV, cum ar fi MTV Brasil, Rede TV! și Globo TV. În 2014, ea a fost contractată de FIFA pentru a fi muză la Campionatul Mondial de Fotbal 2014 și la Ballon d'Or.

## Filmografie
Televiziune
| An   | Titlu               | Perioada           | Canal      |
| ---- | ------------------- | ------------------ | ---------- |
| 1999 | Interligado         | 1999 - 2000        | RedeTV!    |
| 2000 | Mochilão MTV        | 2000- 2003         | MTV Brasil |
| 2000 | Fica Comigo         | 2000 - 2003        | MTV Brasil |
| 2000 | Verão MTV           | 2000 - 2003        | MTV Brasil |
| 2005 | Vídeo Show          | 2005 - 2007 - 2008 | Rede Globo |
| 2006 | Por Toda Minha Vida | 2006 - 2011        | Rede Globo |
| 2007 | Fantástico          | 2007 - 2009        | Rede Globo |
| 2009 | Amor & Sexo         | 2009 - 2013        | Rede Globo |
| 2014 | SuperStar           | 2014               | Rede Globo |

Telenovele
| An   | Títlu             | Rol                                       |
| ---- | ----------------- | ----------------------------------------- |
| 2002 | Desejos de Mulher | Ankita                                    |
| 2005 | Bang Bang         | Ann Diana Bullock Silver                  |
| 2006 | Pé na Jaca        | Maria Botelho Maria Bô Bulhões Lancelotti |
| 2008 | Beleza Pura       | herself                                   |
| 2013 | Sangue Bom        | herself                                   |

Film
| An   | Títlu                                    | Rol               |
| ---- | ---------------------------------------- | ----------------- |
| 2003 | Stuck on You                             | Susie             |
| 2004 | Didi quer ser criança                    | Sandrinha (adult) |
| 2004 | A Dona da História                       | Maria Helena      |
| 2004 | Cine Gibi                                | herself           |
| 2008 | Maria Ninguém                            | Brigitte Bardot   |
| 2009 | Flordelis - basta uma palavra para mudar | Bianca            |